# The Best of Al Di Meola: The Manhattan Years
The Best of Al Di Meola: The Manhattan Years – album kompilacyjny z utworami nagranymi przez amerykańskiego gitarzystę jazzowego Ala Di Meolę, wydany w 1992 roku nakładem wytwórni fonograficznej Manhattan Records.

## Lista utworów
Opracowano na podstawie materiału źródłowego.
| 1. | "July" (Al Di Meola)                      | 5:25  |
|    |                                           |       |
| 2. | "Traces of a Tear" (Di Meola)             | 7:50  |
|    |                                           |       |
| 3. | "Maraba" (Di Meola, Clara Sandroni)       | 5:11  |
|    |                                           |       |
| 4. | "Song to the Pharoah Kings" (Chick Corea) | 8:44  |
|    |                                           |       |
| 5. | "Etude" (Di Meola)                        | 7:01  |
|    |                                           |       |
| 6. | "Rhapsody of Fire" (Di Meola)             | 5:03  |
|    |                                           |       |
| 7. | "Coral" (Keith Jarrett)                   | 3:17  |
|    |                                           |       |
| 8. | "Beijing Demons" (Di Meola)               | 6:22  |
|    |                                           |       |
| 9. | "Ballad" (Di Meola)                       | 5:00  |
|    |                                           |       |
|    |                                           | 53:53 |
|    |                                           |       |